# Juvigny (Marna)
Juvigny – miejscowość i gmina we Francji, w regionie Grand Est, w departamencie Marna.
Według danych na rok 1990 gminę zamieszkiwały 853 osoby, a gęstość zaludnienia wynosiła 40 osób/km².